# Теоктист (ігумен)
Теоктист (пом. після 1120) — св.; ігумен (з 1103) Києво-Печерського монастиря, з 1113 єп. чернігівський. Подбав про внесення в синодик святих імені Теодосія Печерського.